# Ienisseï kirghize

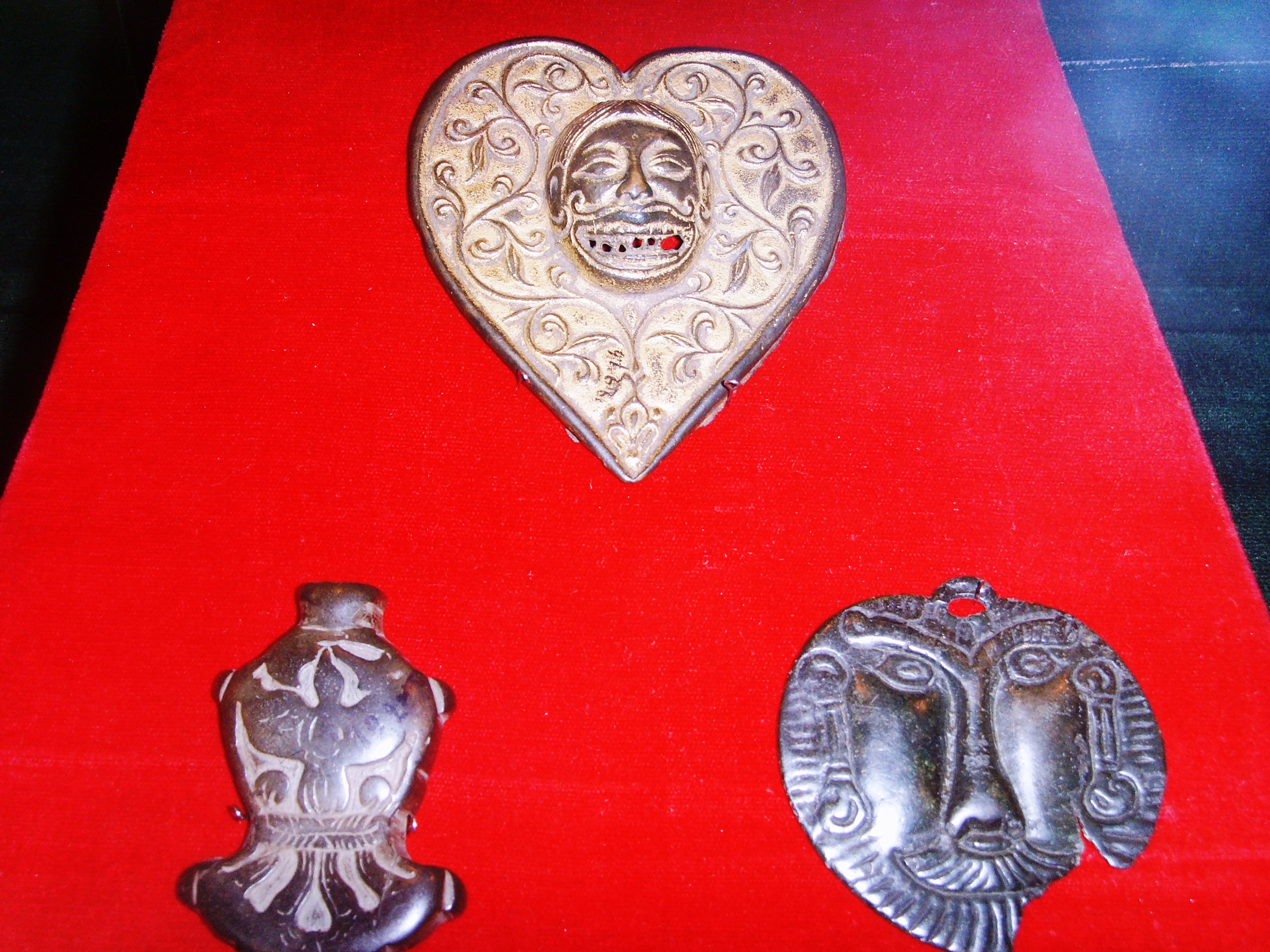
Objets des Ienisseï kirghize

Les Ienisseï kirghizes, également connus sous le nom Khyagas ou Khakas, étaient un peuple antique parlant une langue turque et qui vivaient le long du fleuve Ienisseï dans la partie sud du Minoussinsk, du IIIe siècle avant Jésus-Christ au XIIIe siècle de notre ère.
Le khaganat kirghize dure de 539 jusqu'à 1219, eu plusieurs périodes, dont le Khaganat kirghize qui se termine en 790, le khaganat kirghiz du Yenisei (840 – 925) établis à la conquête de le territoire du khaganat ouïghour centré sur l'actuelle Mongolie, et conquis par les Khitans de la dynastie Liao.
Le khaganat disparaît complètement en 1219, se soumettant à l'Empire mongol dirigé par Gengis Khan.

## Source de la traduction
- (en) Cet article est partiellement ou en totalité issu de l’article de Wikipédia en anglais intitulé « Yenisei Kirghiz » (voir la liste des auteurs).